# IJslands referendum drankverbod 1908
Het referendum over een drankverbod werd gehouden op 11 april 1908 in IJsland, het was tevens het eerste referendum ooit gehouden in het land. Kiezers werd gevraagd of ze voor een verbod op de import van alcohol waren. Het verbod werd goedgekeurd met 60,1%.

## Resultaten
| Keuze                  | Aantal stemmen | %     |
| ---------------------- | -------------- | ----- |
| Voor                   | 4.850          | 60,1  |
| Tegen                  | 3.218          | 39,9  |
| Ongeldige/ blanco      | -              | -     |
| Totaal                 | 8.068          | 100   |
| Geregistreerde keizers | 11.726         |       |
| Opkomst                |                | 68,8% |